# Cajus Bekker
Cajus Bekker (* 12. August 1924 in Düsseldorf; † 10. März 1975; eigentlich Hans Dieter Berenbrok) war ein deutscher Journalist und Marine-Schriftsteller.

## Karriere
Hans Dieter Berenbrok wuchs in Hamburg auf und trat 1943 in die Kriegsmarine ein, wo er als Marine-Nachrichtenoffizier (Funkoffizier) diente und bei Kriegsende den Rang eines Oberfähnrichs innehatte.
Nach dem Kriege arbeitete Berenbrok als Nachrichtenredakteur und Reporter für verschiedene Zeitungen und Zeitschriften. 1953 veröffentlichte er unter dem Pseudonym Cajus Bekker sein erstes Buch, Kampf und Untergang der Kriegsmarine. Ein Dokumentarbericht in Wort und Bild, dessen Inhalt er aus zahlreichen, in Privathand befindlichen Aufzeichnungen und unzähligen persönlichen Befragungen zusammengetragen hatte, da deutsche Akten sich damals noch im Gewahrsam der Siegermächte befanden.
Das Buch wurde 1956 im Rahmen einer Propagandakampagne der Regierung Adenauer zusammen mit weiteren Werken an 460 Jugenddörfer und Jugendheime kostenlos verteilt, um „bei der Jugend den Wehrgedanken zu fördern und ihr die Einordnung der neuen deutschen Streitkräfte in die Verteidigungsallianz der Atlantischen Gemeinschaft verständlich zu machen.“
Ab 1955 war Berenbrok Lektor und Redakteur für das Marine-Programm des Gerhard Stalling-Verlages (Oldenburg/Hamburg), wo er auch als Autor Cajus Bekker aktiv blieb.
Berenbrok nutzte auch seine Reserve-Übungen (als Korvettenkapitän d. Res.) bei der Bundesmarine, um sich im Militärgeschichtlichen Forschungsamt bzw. im Bundesarchiv-Militärarchiv in Freiburg mit den von Großbritannien zurückgegebenen deutschen Kriegsmarineakten zu beschäftigen. Er starb während der Arbeit an einem neuen Buch über den „Krieg im Äther“ im Zusammenhang mit der Schlacht im Atlantik. 1966 war er am Drehbuch zu Frank Wisbars Fernsehspiel Flucht über die Ostsee beteiligt, das am 13. Januar 1967 im ZDF ausgestrahlt wurde.
Bekker sah laut Jürgen Rohwer seine Aufgabe darin, „einem möglichst großen Kreis von Lesern die Leistungen unserer Seeleute und Flieger im Zweiten Weltkrieg vor Augen zu führen“. „Wissenschaftliche Seekriegswerke“ sollten seine Berichte gemäß Rohwer nicht sein.

## Publikationen
Sponholtz-Verlag, Hannover
- 1953: Kampf und Untergang der Kriegsmarine. Ein Dokumentarbericht in Wort und Bild. 278 S.
- 1956: … und liebten doch das Leben. Die erregenden Abenteuer deutscher Torpedoreiter, Froschmänner und Sprengbootpiloten. Hannover, 236 S.

Stalling Verlag, Oldenburg/Hamburg
- 1958: Radar – Duell im Dunkel. Dramatische Höhepunkte der wissenschaftlichen und technischen Kriegführung. 352 S. (2. verb. Aufl. 1964 unter dem Titel Augen durch Nacht und Nebel)
- 1959: Ostsee – Deutsches Schicksal 1944/45. Der authentische Bericht vom letzten Einsatz der Kriegsmarine. 319 S. (2. verb. Aufl. 1964 unter dem Titel Flucht übers Meer)
- 1964: Angriffshöhe 4000. Ein Kriegstagebuch der deutschen Luftwaffe. 484 S. (4. Aufl. 1972)
- 1961: Die versunkene Flotte. Deutsche Schlachtschiffe und Kreuzer 1925–1945. (Bildband).
- 1962: Flugzeugträger. Giganten der Meere. (Bildband).
- 1971: Verdammte See. Ein Kriegstagebuch der deutschen Marine.
- 1972: Das große Bildbuch der deutschen Kriegsmarine. (Bildband).